# 中心 (代数)
抽象代数里经常用中心来指代与所有其他元素可交换的那些元素的集合。中心通常记作{\displaystyle Z}，来自德语Zentrum。
- 群{\displaystyle G}的中心。{\displaystyle Z(G)=\{x\in G|xg=gx,\forall g\in G\}}。它是{\displaystyle G}的正规子群。
- 环{\displaystyle R}的中心是指其乘法群的中心。{\displaystyle Z(R)=\{x\in R|xr=rx,\forall r\in R\}}。它是{\displaystyle R}的交换子环，而{\displaystyle R}则是中心上的代数
- 代数{\displaystyle A}的中心就是它作为环的中心。参见中心单代数。
- 李代数{\displaystyle L}的中心是与所有元素李括号为0的元素。{\displaystyle Z(L)=\{x\in L|[x,a]=0,\forall a\in L\}}。它是李代数的李理想。